# Mircea Păcurariu
Mircea Păcurariu (n. 30 iulie 1932, Ruși, România – d. 13 ianuarie 2021, Sibiu, România) a fost un profesor universitar de teologie, istoric și preot român, membru titular al Academiei Române din 2015, specialist în istoria Bisericii Ortodoxe Române.

## Biografie
Mircea Păcurariu s-a născut la data de 30 iulie 1932 în satul Ruși din județul Hunedoara, în familie de preot. A urmat studii la Liceul „Decebal” din Deva (1943-1951), la Facultatea de Istorie a Universității din Cluj (neterminate, 1951-1952), apoi la Institutul Teologic Universitar din Sibiu (1952-1956), unde a obținut licența în teologie.
Ulterior a urmat și cursuri de doctorat în specialitatea „Istoria Bisericii Române” la Institutul Teologic din București (1956-1959), susținându-și teza de doctorat în anul 1968, cu titlul Legăturile Bisericii Ortodoxe Române din Transilvania cu Țara Românească și Moldova în secolele XVI-XVIII.
După absolvirea facultății, a lucrat ca profesor la Seminarul Teologic de la Mănăstirea Neamț (1959-1961), apoi a fost cooptat în învățământul superior la Catedra de Istoria Bisericii Române de la Institutul Teologic Universitar din Sibiu. A deținut gradele didactice de asistent pentru limbile latină și greacă (1961-1970), conferențiar (1970-1971) și apoi pe cel de profesor titular (din anul 1971).
Hirotonit ca diacon (1970) și preot (1971), i s-a acordat ulterior distincția de iconom stavrofor (1976). Profesorul Mircea Păcurariu a participat la numeroase întruniri cu caracter teologic peste hotare. A fost președinte al Comisiei de Istorie Eclesiastică Comparată din România (din 1997).
În perioada 1990-1992 a fost profesor suplinitor al aceleiași catedre, de Istorie a Bisericii Române, și la Facultatea de Teologie Ortodoxă a Universității „Alexandru Ioan Cuza” din Iași. Între anii 1992-2000 a îndeplinit funcția de decan al Facultății de Teologie „Andrei Șaguna” din Sibiu. După pensionare, în anul 2002, a rămas ca profesor emerit la aceeași facultate.
În 1997 a fost ales membru corespondent al Academiei Române, din 2015 devenind membru titular.
Părintele Mircea Păcurariu a decedat în dimineața zilei de miercuri, 13 ianuarie 2021. Slujba de înmormântare a avut loc la 15 ianuarie 2021, în Catedrala Mitropolitană din Sibiu. În mesajul său, Patriarhul Daniel a spus: „Părintele Profesor Mircea Păcurariu va rămâne în memoria culturii românești ca fiind cel mai mare istoric al Bisericii Ortodoxe Române din ultima jumătate de veac, o lumină de Înviere peste timp”. Trupul neînsuflețit al părintelui Mircea Păcurariu a fost preluat din catedrala mitropolitană cu onoruri militare și înhumat în mormântul familiei sale, de la cimitirul Bisericii „Buna Vestire” din Sibiu.

## Distincții
A fost decorat în decembrie 2000 cu Ordinul național Steaua României în grad de Ofițer „pentru slujirea cu cinste, evlavie și dragoste de oameni a cuvântului lui Dumnezeu”.
Pr. profesor dr. Mircea Păcurariu a fost distins cu Ordinul „Crucea Patriarhală” de către patriarhii Iustin Moisescu (în 1977), Teoctist Arăpașu (în 2002) și Daniel Ciobotea (în 2009, cu noua „Cruce Patriarhală” - albă, „pentru activitatea meritorie îndelungată desfășurată pe tărâm pastoral-misionar, administrativ-bisericesc, didactic-educativ și social-filantropic”.

## Cărți publicate
- Legăturile Bisericii Ortodoxe Române din Transilvania cu Țara Românească și Moldova în secolele XVI-XVIII (teză de doctorat, Sibiu, 1968);
- Istoria Bisericii Ortodoxe Române. Manual pentru Seminariile teologice (ed. I, Sibiu, 1972; ed. a II-a, Sibiu, 1978; ed. a III-a, București, 1987);
- Istoria Bisericii Ortodoxe Române, pentru Institutele Teologice - 3 vol. (ed. I, București, 1980-1981; ed. a II-a, București, 1992-1994);
- Începuturile Mitropoliei Transilvaniei (București, 1980);
- Politica statului ungar față de Biserica româneasă din Transilvania în perioada dualismului, 1867-1918 (Sibiu, 1986);
- Istoria Mănăstirii Prislop (Arad, 1986);
- Două sute de ani de învățământ teologic la Sibiu, 1786-1986 (Sibiu, 1987);
- Pagini de istorie bsericească românească (Sibiu, 1991 și Cluj-Napoca, 1991);
- Istoria Bisericii românești din Transilvania, Banat, Crișana și Maramureș până în 1918 (Cluj-Napoca, 1992);
- Istoria Bisericii Ortodoxe Române, compendiu (Chișinău, 1993);
- Geschichte der Rumanischen Orthodoxen Kirche (Erlangen, 1994);
- Basarabia. Aspecte din istoria Bisericii și a neamului românesc (Iași, 1993);
- Sfinți daco-romani și români (Iași, 1994);
- Dicționarul Teologilor Români
  - Ediția I: Editura Univers Enciclopedic, București, 1996, ISBN 9739739148, disponibilă online Arhivat în 15 decembrie 2019, la Wayback Machine.
  - Ediția a II-a: Editura Enciclopedică, București, 2002, ISBN 973-45-0409-6
- Uniația în Transilvania în trecut și astăzi, Editura „Episcop Nicolae Popovici”, Oradea, 2006 [12][13]

## Articole publicate
Prof. Mircea Păcurariu a publicat un număr mare de studii și articole în reviste bisericești din țară și străinătate, peste 150 articole de popularizare (mai ales în „Telegraful Român”), recenzii, cuvântări, expuneri la Radio etc. Dintre acestea, menționăm următoarele:
- Încercări de propagandă romano-catolică în Țara Românească și Moldova în secolul XIX, în "ST", an X, 1958, nr. 7-8, p. 424-439;
- Arhiereii Neofit și Filaret Scriban, în MMS, an XXXV, 1959, nr. 1-2, p.87-116;
- Cancelaria Mitropoliei Ungrovlahiei și slujitorii ei de la 1831 până azi, în GB, an XVIII, 1959, nr. 5-6, p. 350-364;
- Dicasteria și Consistoriul Mitropoliei Ungrovlahiei, în BOR, an LXXXVII, 1959, nr. 7-10, p. 961-979;
- Ajutoarele acordate de Țara Românească Bisericii Ortodoxe din Ardeal, în MO, an XII, 1960, nr. 9-12, p. 601-626;
- 150 de ani de la înființarea primei școli teologice ortodoxe din Ardeal, în BOR, an LXXXIX, 1961, nr. 3-4, p. 339-375;
- Istoricul Institutului Teologic Universitar din Sibiu, 1921 - 1961, în MA, an VI, 1961, nr. 11-12, p. 745-767;
- Legăturile țărilor române cu Patriarhia Antiohiei, în ST, an XVI, 1964, nr. 9-10, p. 593-621;
- 100 de ani de la reînființarea Mitropoliei Ardealului, în MA, an IX, 1964, nr. 11-12, p. 814-840;
- Episcopul Climent al Râmnicului (1735-1748), în MO, an XVII, 1965, nr. 1-2, p. 22-49;
- 0ameni care au fost: Nicolae Iorga. La 25 de ani de la moartea sa, în MA, an X, 1965, nr.11-12, p. 864-896;
- 500 de ani de la întemeierea mănăstirii Putna, în MA, an XI, 1966, nr. 7-8, p. 486-507;
- Importanța mitropolitului Antim Ivireanul pentru Biserică și cultura românească, în MB, an XVI, 1966, nr. 7-9, p. 493-515;
- Atitudinea slujitorilor Bisericii Ortodoxe Române față de actul Unirii Principatelor, în BOR, an LXXXV, 1967, nr. 1-2, p. 73-94;
- 150 de ani de la moartea lui Gheorghe Șincai, în BOR, an LXXXV, 1967, nr. 1-2, p. 95-114;
- 90 de ani de la proclamarea Independenței de Stat a României. Atitudinea Bisericii Ortodoxe Române față de Războiul de Independență, în BOR, an LXXXV, 1967, nr. 5-6, p. 602-617,
- Încercări și reveniri de preoți și parohii unite în sânul Bisericii strămoșești până în anul 1948, în BOR, an LXXXVI, 1968, nr. 9-10, p. 1095-1112;
- Din istoria legăturilor bisericești ale Transilvaniei cu Moldova, în MMS, an XLIV, 1968, nr. 11-12, p. 642-664;
- Un precursor al Reîntregirii Bisericii Ortodoxe Române din Transilvania: Petru Maior, în MB, an XXI, 1971, nr. 10-12, p. 534-549;
- Listele cronologice ale ierarhilor Bisericii Ortodoxe Române, în BOR, an XCIII, 1975, nr. 3-4, p. 322-355;
- Contribuții la istoria Mitropoliei Moldovei în secolul al XVI-lea, în MMS, an LI, 1975, nr. 3-4, p. 221-257;
- Câteva considerații cu privire la proclamarea autocefaliei și la înființarea Patriarhiei Bisericii Ortodoxe Române, în MB, an XXV, 1975, nr. 10-12, p. 502-527;
- Contribuții la istoria Episcopiilor Romanului și Rădăuților în secolul al XVI-lea, în MMS, an LII, 1976, nr. 5-6, p. 322-337;
- Mitropolitul Ilie Iorest al Transilvaniei. La 300 de ani de la moartea sa, în BOR, an XCVI, 1978, nr. 9-10, p. 1149-1163;
- Contribuția Bisericii la realizarea actului Unirii de la 1 Decembrie 1918, în BOR, an XCVII, 1978, nr. 11-12, p. 1250-1263;
- Biserica Ortodoxă Română - sprijinitoare a luptei altor popoare pentru libertate și independență națională, în BOR, an XCVII, 1979, nr. 1-2, p. 184-196;
- Contribuții la istoria episcopiilor Romanului, Rădăuților, Hușilor în secolul al XVII-lea și începutul secolului al XVIII-lea, în MMS, an. LV, 1979, nr. 1-2, p. 49-68;
- Biserica Ortodoxă Română - slujitoare a păcii în istoria poporului român, în BOR, an XVIII, 1980, nr. 9-10, p. 1020–1046;
- Din trecutul Mitropoliei Ardealului și Arhiepiscopiei Sibiului, în vol. "Arhiepiscopia Sibiului – Pagini de istorie" (Sibiu, 1981);
- Mitropolitul Nicolae Bălan al Ardealului. La 100 de ani de la naștere, în BOR, an C, 1982, nr. 5-6, p. 494-517;
- Mitropolitul Sava Brancovici. La 300 de ani de la moartea sa, în BOR, an Cl, 1983, nr. 3-4, p. 225-247;
- Mitropoltul Simion Ștefan al Bisericii și al poporului român, în vol. "Noul Testament din 1648" (Alba Iulia, 1988);
- Vasile Mangra, istoric și militant pentru drepturile românilor transilvăneni, în MA, an XXXV, 1990, nr. 2, p. 15–32;
- Istoria Bisericii Ortodoxe Române din Basarabia, în revista “Teologie și viață“ (Iași, an I (LXVII), 1991, nr.9-12, p. 15-49) ș.a
- Les débuts de la culture théologique dans les pays roumains // vol. Nuovistudi storici, 17, Roma, 1992. — p. 443—459.
- Румынская Православная Церковь в ХХ столетии // Православная церковь в Восточной Европе. ХХ век. — Киев, 2010. — 440 с. — С. 161—178